# Coelocraera cohici
Coelocraera cohici är en skalbaggsart som beskrevs av Renaud Maurice Adrien Paulian 1951. Coelocraera cohici ingår i släktet Coelocraera och familjen stumpbaggar. Inga underarter finns listade i Catalogue of Life.